# 渡辺まちこ
渡辺 まちこ（わたなべまちこ、1960年6月14日 - ）は、愛知県出身の日本の元女優。
代表作は映画『マルサの女』『スウィートホーム』など。
武神館 忍法体術二段。
現在は名古屋で「占い☆忍者」として活動。

## エピソード
- 「マルサの女」日記（伊丹十三著、文藝春秋刊、1987年）にはオーディションの様子が記述されている（p55）。

「渡辺まち子はファーストシーンの、老人に乳房をふくませている看護婦の役で来てもらった。忍者の末裔と称し、ブラジルと弥勒菩薩に心酔するグラマラスな女性。どういうものか腰に小さな短剣を吊っている。背中の青いリュックサックからブラジルの小型の琴をとり出して一曲弾いてくれる。実に毛色が変った女性だ。即決。」
- 「スウィートホーム」で間宮夫人を演じたことを大事にしており、後述の公式ツイッターの返事にも「どうも、間宮夫人です」と返すことがあるほど思い入れを込めている。

## テレビ
- 11PM
- イイこと!

## 映画
- Crazy Dolls（1982年、8ミリ映画、監督：河原木宏尚）- パンクロッカー役
- 実録猟奇娘・走れロマンよ!（1982年、8ミリ映画、監督：赤土輪）- 猟奇娘役
- マルサの女（1987年2月7日、東宝、監督・脚本：伊丹十三） -  老人に乳房をふくませている看護婦役
- スウィートホーム（1989年1月21日、東宝、監督・脚本：黒沢清）- 間宮夫人役

## 写真集
- 実録猟奇娘／渡辺まちこ写真集（1983年3月1日発行）（自費出版、撮影：川崎ゆきお）